# Zethes sagittula
Zethes sagittula là một loài bướm đêm trong họ Erebidae.